# Ben Maguire
Benedict Maguire (né le 10 août 1991) est un homme politique libéral-démocrate et avocat britanniqueRoyaume-Uni, député de North Cornwall depuis les élections générales de 2024.
Maguire siège actuellement au sein de l'équipe libérale-démocrate en tant que procureur général fantôme.

## Jeunesse et carrière
Maguire est né à Truro et grandit à Withiel. Sa mère est enseignante et son père médecin, tous deux travaillant à Bodmin.
Maguire travaille comme assistant parlementaire et chargé de dossiers de circonscription pour Dan Rogerson, puis pour Ian Swales. Il effectue également des stages de recherche au Conseil législatif de Hong Kong et au Sénat des États-Unis. Il travaille ensuite comme avocat,.

## Carrière parlementaire
En février 2024, Maguire est investi comme candidat des Libéraux-démocrates pour le north Cornwall. Lors des élections générales de 2024, Maguire est élu député de North Cornwall, avec 47,8 % des voix et une majorité de 10 767 voix,.
Ben Maguire prête le serment parlementaire en cornique,,.
Le 18 septembre 2024, Ed Davey annonce sa nouvelle équipe Frontbench, dans laquelle Ben Maguire prend le poste de procureur général fantôme.